# Platymetopius centralasiae
Platymetopius centralasiae är en insektsart som beskrevs av Dlabola 1960. Platymetopius centralasiae ingår i släktet Platymetopius och familjen dvärgstritar. Inga underarter finns listade i Catalogue of Life.